# СКИТ
СКИТ — суперкомпьютерный вычислительный комплекс Института кибернетики имени В. М. Глушкова НАН Украины. Проект первого суперкомпьютера СКИТ был разработан в 2002 году совместно с компанией «Юстар».
Суперкомпьютер СКИТ состоит из четырех вычислительных кластеров: СКИТ-1, СКИТ-2, СКИТ-3, СКИТ-4.

## СКИТ-1
СКИТ-1 — 24-узловой кластер на микропроцессорах Intel Xeon.

### Технические характеристики кластера СКИТ-1
Пиковая производительность кластера — 255 Гфлопс.
Реальная производительность — 189 Гфлопс.
Тип процессора — одноядерный 32-разрядный Intel Xeon (тактовая частота — 2,67 ГГц, кэш — 512 Кбайт, потребляемая мощность 60-100 Вт, число процессоров в узле кластера — 2).
Число ядер-процессоров в узле — 2.
Оперативная память узла — 2 Гбайта.
Система хранения данных — обслуживает все кластеры, типа RAID5, глобальная файловая система общим объемом 20 Тбайт.
Общая потребляемая мощность — 8 кВА от сети 380 В.
Сети — высокоскоростная сеть InfiniBand (пропускная способность канала — 800 Мбайт/с), сеть Gigabit Ethernet (пропускная способность канала — до 1000 Мбит/с).

## СКИТ-2
СКИТ-2 — 32-узловой кластер на микропроцессорах Intel Itanium2.

### Технические характеристики кластера СКИТ-2
Пиковая производительность кластера — 360 Гфлопс.
Реальная производительность — 280 Гфлопс.
Тип процессора — одноядерный 64-разрядный Intel Itanium2 (тактовая частота — 1,4 ГГц, кэш — 3 Мбайт, потребляемая мощность 135 Вт, число процессоров в узле кластера — 2).
Оперативная память узла — 2 Гбайта.
Число ядер-процессоров в узле — 2.
Система хранения данных — типа RAID5, глобальная файловая система общим объёмом 20 Тбайт.
Общая потребляемая мощность — 20 кВА от сети 380 В.
Сети — высокоскоростная сеть SCI (пропускная способность канала — 350 Мбайт/с), сеть Gigabit Ethernet (пропускная способность канала — до 1000 Мбит/с).

## СКИТ-3
СКИТ-3 — 127-узловой кластер на многоядерных процессорах (75 узлов на двухъядерных процессорах Intel Xeon 5160 и 52 узла на четырехъядерных процессорах Xeon 5345).

### Технические характеристики кластера СКИТ-3
Пиковая производительность кластера — 7500 Гфлопс.
Реальная подтверждённая производительность (на 125 узлах) — 5317 Гфлопс.
Тип процессоров — двухъядерный Intel Xeon 5160 и четырёхъядерный Intel Xeon 5345 с архитектурой EM64T (тактовая частота соответственно — 3,0 ГГц и 2,2 ГГц, кэш — 4 Мбайт, потребляемая мощность 80 Вт, число процессоров в узле кластера — 2).
Оперативная память узла — 2 Гбайта на ядро, соответственно, 8 и 16 Гбайт.
Число ядер-процессоров в узле соответственно — 4 и 8, всего в кластере 716 ядер.
Система хранения данных — типа RAID5, глобальная файловая система Lustre общим объёмом (в зеркале) 20 Тбайт.
Общая потребляемая мощность — 60 кВА от сети 380 В.
Сети — высокоскоростная сеть InfiniBand (пропускная способность канала — до 900 Мбайт/с), сеть Gigabit Ethernet (пропускная способность канала — до 1000 Мбит/с).

## СКИТ-4
В 2012 году комплекс СКИТ был расширен новым суперкомпьютером СКИТ-4.
СКИТ-4 — 12-узловой кластер на многоядерных процессорах Intel Xeon E5-2600.
Кластер базируется на новейшей платформе HP ProLiant Gen8 BladeSystems и имеет следующие характеристики:
- кластер состоит из 12 узлов на базе центральных процессоров Intel Xeon E5-2600 с частотой 2.6 ГГц, имеет 192 вычислительных ядра, 36 ускорителей NVidia Tesla M2075, 768 ГБ оперативной памяти;
- интегрирован с общим хранилищем данных кластерного комплекса объёмом 100 ТБ;
- сеть передачи данных между узлами Infiniband FDR 56 Гбит/с.

Каждый узел имеет реальную производительность 1 ТФлопс, 16 физических ядер (32 логических в режиме HyperThreading), 64 ГБ оперативной памяти, 3 ускорителя NVidia Tesla M2075.
В общем кластер имеет следующие характеристики производительности:
- пиковая производительность 25,6 ТФлопс;
- реальная производительность 10 ТФлопс.

СКИТ-4 в 2 раза мощнее, чем СКИТ-3, при этом меньше по размерам и потребляет значительно меньше электроэнергии — 15 кВт против 60 кВт для СКИТ-3.
В 2013 году модернизирован до 28,3 / 18 ТФлопс.

## Применение суперкомпьютера СКИТ
Суперкомпьютер СКИТ используется для высокопроизводительных вычислений в таких областях, как квантовая химия, квантовая механика, молекулярная динамика, наноструктуры, экология, геофизика, метеорология.

### Прикладное программное обеспечение СКИТ
Пакеты для расчётов электронных структур в квантовой механике: GAMESS (US), NWCHEM, ABINIT.
Пакеты для моделирования в молекулярной динамике: GROMACS.

## Система управления суперкомпьютером СКИТ
Система управления суперкомпьютером СКИТ реализована сотрудниками Института кибернетики имени В. М. Глушкова НАН Украины совместно с компанией «Мелкон».
Система управления представляет собой веб-портал, на котором зарегистрированные пользователи могут ставить на выполнение свои задачи. Реализована возможность просмотра и анализа статистики использования ресурсов кластера.